# Невада (Айова)
Невада (англ. Nevada) — город в США, административный центр округа Стори штата Айова. Население — 6798 человек (2010).

## География
Невада расположена по координатам 42°01′06″ с. ш. 93°27′39″ з. д. (42.018207, -93.460772). По данным Бюро переписи населения США в 2010 году город имел площадь 13,15 км², из которых 13,11 км² — суша и 0,05 км² — водоёмы. В 2017 году площадь составила 14,72 км², из которых 14,67 км² — суша и 0,05 км² — водоёмы.

## Демография
| Год переписи                          | Нас. |  | %±     |
| ------------------------------------- | ---- |  | ------ |
| 1860                                  | 350  |  | —      |
| 1870                                  | 982  |  | 180,6% |
| 1880                                  | 1541 |  | 56,9%  |
| 1890                                  | 1662 |  | 7,9%   |
| 1900                                  | 2472 |  | 48,7%  |
| 1910                                  | 2138 |  | −13,5% |
| 1920                                  | 2668 |  | 24,8%  |
| 1930                                  | 3133 |  | 17,4%  |
| 1940                                  | 3353 |  | 7%     |
| 1950                                  | 3763 |  | 12,2%  |
| 1960                                  | 4227 |  | 12,3%  |
| 1970                                  | 4952 |  | 17,2%  |
| 1980                                  | 5912 |  | 19,4%  |
| 1990                                  | 6009 |  | 1,6%   |
| 2000                                  | 6658 |  | 10,8%  |
| 2010                                  | 6798 |  | 2,1%   |
| 2020                                  | 6925 |  | 1,9%   |
| 1860–2020 Десятилетняя перепись в США |      |  |        |

Согласно переписи 2010 года, в городе проживало 6798 человек в 2761 домохозяйстве в составе 1811 семьи. Плотность населения составляла 517 человек/км². Было 2990 квартир (227/км²).
Расовый состав населения:
| - 94,3 % — белых - 1,3 % — чёрных или афроамериканцев - 1,0 % — азиатов - 0,3 % — коренных американцев - 1,7 % — лиц других рас |

К двум или более расам принадлежало 1,5 %. Доля испаноязычных составила 3,4 % всего населения.
По возрастному диапазону население распределялось следующим образом: 25,3 % — лица младше 18 лет, 60,7 % — лица в возрасте 18-64 лет, 14,0 % — лица в возрасте 65 лет и старше. Медиана возраста жителя составила 37,1 лет. На 100 человек женского пола в городе приходилось 94,6 мужчин; на 100 женщин в возрасте от 18 лет и старше — 91,9 мужчин также старше 18 лет.
Средний доход на одно домашнее хозяйство составлял 64 908 долларов США (медиана — 55 657), а средний доход на одну семью — 79 699 долларов (медиана — 67 681). Медиана доходов составила 47 787 долларов для мужчин и 39 824 доллара для женщин. За чертой бедности находилось 14,9 % лиц, в том числе 20,1 % детей в возрасте до 18 лет и 9,3 % лиц в возрасте 65 лет и старше.
Гражданское трудоустроенное население составило 3449 человек. Основные области занятости: образование, здравоохранение и социальная помощь — 22,3 %, производство — 19,1 %, розничная торговля — 11,2 %, строительство — 9,7 %.